# یوزف کمپا
یوزف کمپا (لهستانی: Józef Kempa؛ ‏ ۱۴ مارس ۱۹۰۵ – ۱۳ اوت ۱۹۴۴) بازیگر اهل لهستان بود که در جریان قیام ورشو و در انفجار یک خودروی انتحاری آلمانی درگذشت.
از فیلم‌ها یا مجموعه‌های تلویزیونی که وی در آن‌ها نقش داشته‌است، می‌توان به رز اشاره نمود.